# Alphonse-Hilarion Fraysse
Alphonse-Hilarion Fraysse SM (ur. 24 czerwca 1842 w La Salvetat-Peyralès we Francji, zm. 1 maja 1905) – francuski duchowny rzymskokatolicki, marysta, misjonarz, wikariusz apostolski Nowej Kaledonii.

## Biografia
W 1864 złożył śluby zakonne. 6 sierpnia 1865 otrzymał święcenia prezbiteriatu i został kapłanem Towarzystwa Maryi.
6 kwietnia 1880 papież Leon XIII mianował go wikariuszem apostolskim Nowej Kaledonii oraz biskupem in partibus infidelium Abila Lysaniae. 25 lipca 1880 w archikatedrze Najświętszej Maryi Panny w Sydney przyjął sakrę biskupią z rąk arcybiskupa Sydney Rogera Vaughana. Współkonsekratorami byli biskupa Armidale Elzear Torreggiani oraz biskupa Bathurst Matthew Quinn.
Zmarł 1 maja 1905.